# Tovarkovskij
Tovarkovskij è una cittadina della Russia europea centrale, situata nella oblast' di Tula; appartiene amministrativamente al rajon Bogorodickij.